# Kleine vlotvaren
De kleine vlotvaren (Salvinia natans) is een varen uit de vlotvarenfamilie (Salviniaceae). Het is een kleine drijvende waterplant die vooral in ondiep, warm water te vinden is en daar grote matten kan vormen.
De varen komt in Azië en Midden- en Zuid-Europa voor en wordt sporadisch in Nederland waargenomen.

## Kenmerken

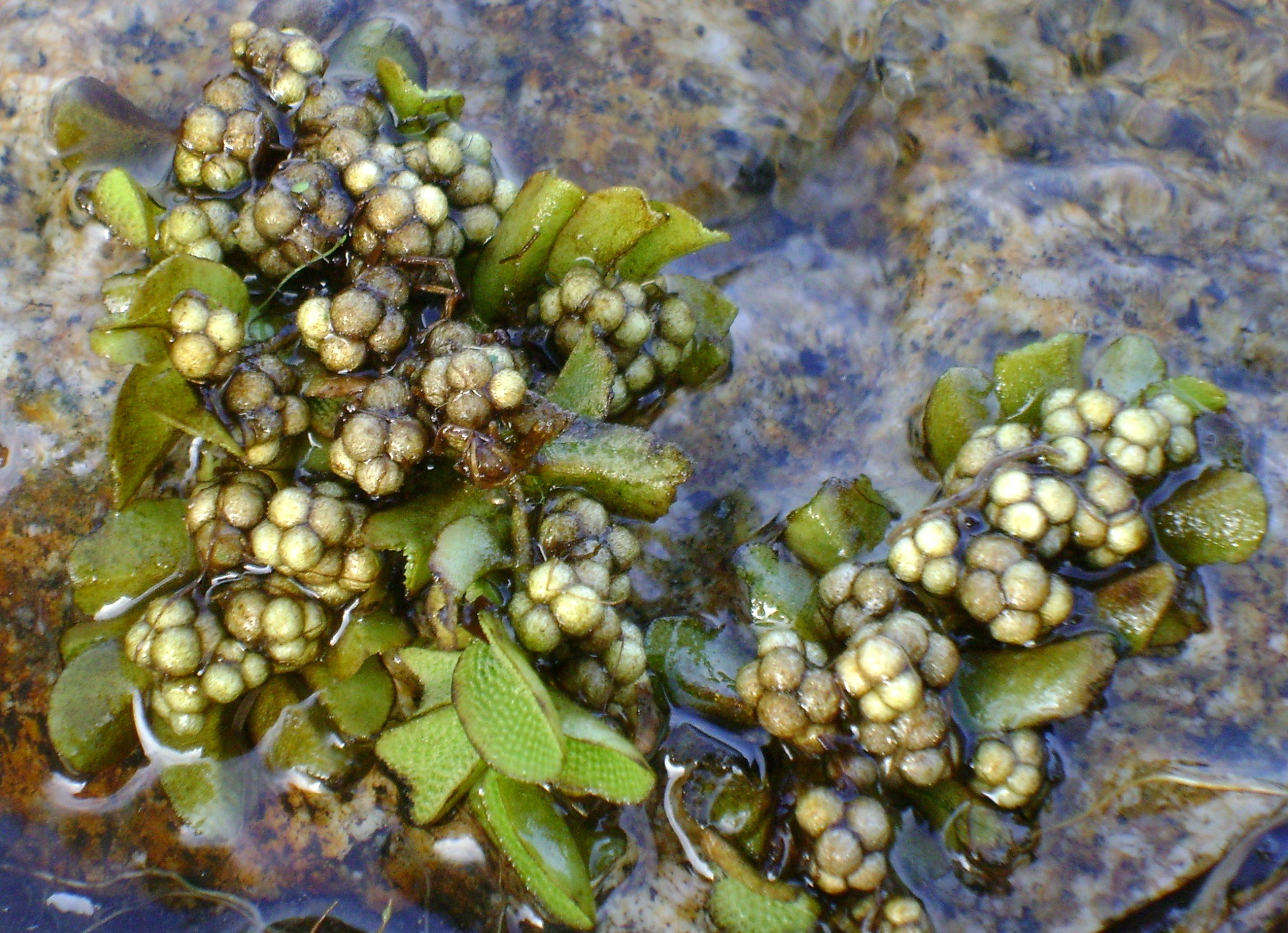
Kleine vlotvaren met sporocarpen

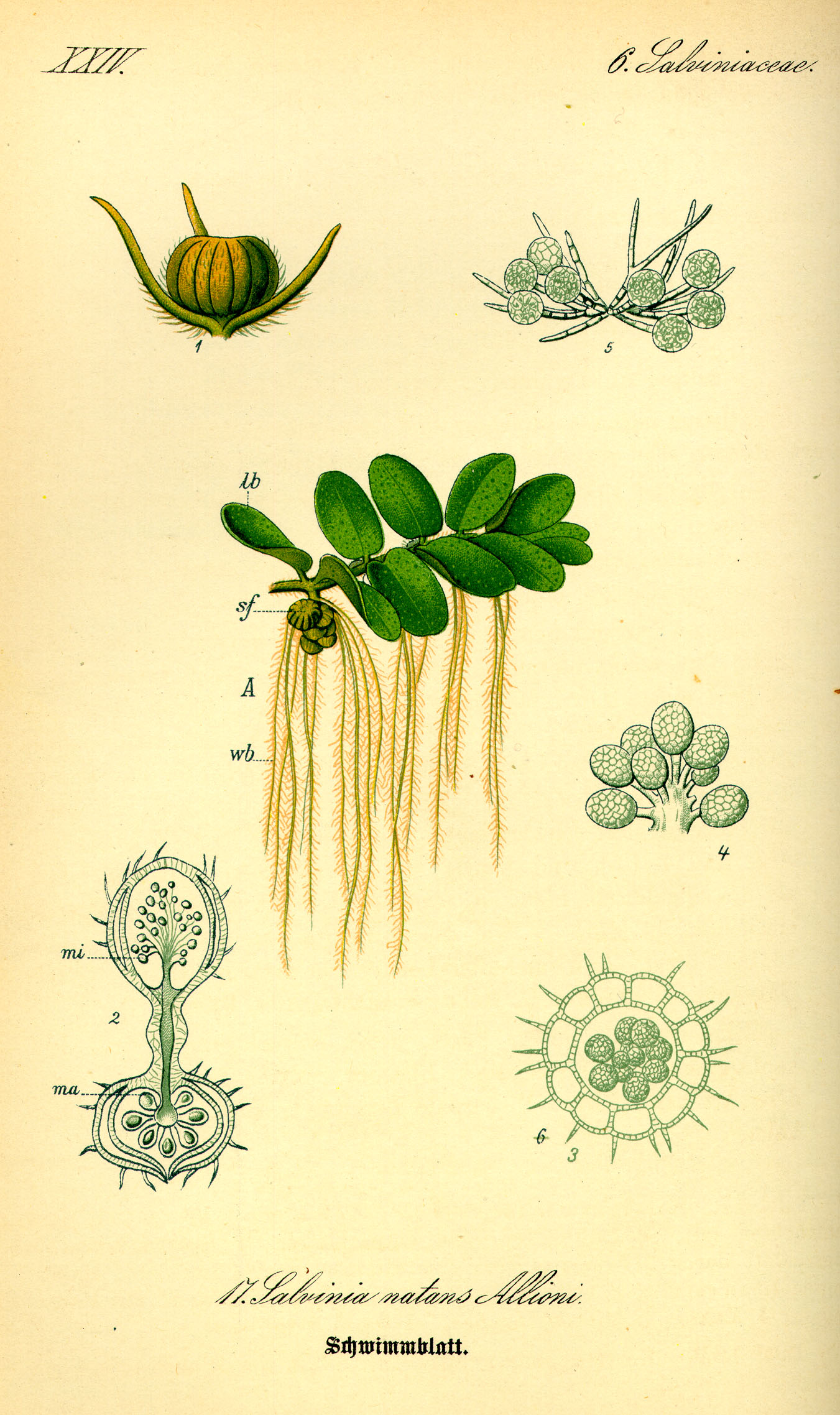
Kleine vlotvaren met sporocarpen

De kleine vlotvaren is een eenjarige, drijvende aquatische varen. De vertakte stengels worden 5 tot 10 cm lang en dragen geen echte wortels, maar multicellulaire haren. De blaadjes zitten in groepjes van drie en zijn van twee verschillende types (heterofyllie). De twee drijfblaadjes zijn tot 1,5 cm lang en 0,5 cm breed, ovaal met hartvormige voet, kort gesteeld en aan de bovenzijde voorzien van cuticulaire haren, bedekt met een laagje was, waardoor het blad bij onderdompeling een laagje lucht vasthoudt en snel terug aan de oppervlakte komt. Het onderwaterblad is fijn verdeeld, vezelig en eveneens behaard.
De sporocarpen zijn zo groot als een erwt en zitten in groepjes van 2 tot 6 bij elkaar vastgehecht aan de basis van de blaadjes. Wanneer in de herfst de plant afsterft, komen de sporangia met daarin de macrosporen en microsporen vrij. Na de bevruchting zinken de macrosporangia in de modder, om in het voorjaar terug uit te groeien tot nieuwe plantjes die naar de oppervlakte stijgen.

## Habitat
De kleine vlotvaren is een warmteminnende waterplant. Zijn habitat is vooral matig voedselrijk, ondiep, stilstaand of langzaam stromend zoet water. In optimale omstandigheden kan de plant dichte matten vormen. Hij kan gedurende korte tijd tegen droogte.

## Verspreiding en voorkomen
De kleine vlotvaren is verspreid over heel het Palearctisch gebied, van Midden- en Zuid-Europa en Noord-Afrika tot in India, China, Japan en op Java.
De plant komt in Europa van nature voor in het Middellandse Zeegebied en in Midden- en Oost-Europa. Waarnemingen zijn er uit Spanje, Frankrijk, Italië, Duitsland, Polen, Tsjechië, Slowakije, Roemenië, Hongarije, Oekraïne en de voormalige staten van Joegoslavië. Hij komt niet voor in Oostenrijk en Zwitserland.
In Nederland kwam de kleine vlotvaren in de 19e eeuw adventief voor door de import van boomstammen uit Duitsland, die door de stroom vanuit de Rijn naar de Nederlandse delta getransporteerd werden. Tijdens het Mid-Holocene klimaatoptimum kwam de soort regelmatig voor in de Rijn-Maas delta. Vondsten in de 21e eeuw zijn altijd afkomstig van gedumpte aquariumplanten uit tuincentra.

## Naamgeving
- Duits: Gemeiner Schwimmfarn
- Frans: Salvinie nageante
- Engels: Floating fern, Floating watermoss, Floating moss, Water Butterfly Wings

De botanische naam Salvinia is een eerbetoon aan Antonio Maria Salvini (1653-1729), een Italiaans schrijver, dichter en filoloog. De soortaanduiding natans is afkomstig van het Latijnse 'natare' (zwemmen, drijven).